# جورج وليام هيل
جورج وليام هيل (بالإنجليزية: George William Hill)‏ (3 مارس 1838 - 16 أبريل 1914) هو عالم فلك ورياضياتي أمريكي.
ولد هيل في مدينة نيويورك لرسامة وصانع تحف بريطاني، ثم انتقل إلى وست نياك مع عائلته عندما كان في الثامنة من عمره، بعد انتهائه من مرحلة التعليم العام التحق هيل بجامعة روتجرز وتخرج منها في عام 1859.

## روابط خارجية
- جورج وليام هيل على موقع الموسوعة البريطانية (الإنجليزية)
- جورج وليام هيل على موقع إن إن دي بي (الإنجليزية)